# Rondibilis chengtuensis
Rondibilis chengtuensis là một loài bọ cánh cứng trong họ Cerambycidae.